# 蜂須賀玄寅
蜂須賀 玄寅（はちすか はるとら）は、江戸時代初期の武士。阿波徳島藩の家老。池田由之（天城池田家）の子。別名は池田玄寅。

## 生涯
慶長12年（1607年）、播磨姫路藩家老・池田由之（天城池田家）の子として姫路にて誕生。母は蜂須賀家政の長女・即心院。
寛永3年（1626年）、外祖父の家政に招かれて、阿波徳島藩主・蜂須賀忠英を補佐し家老となる。池田内膳由英と名乗っていたが、後に蜂須賀姓を許され、蜂須賀山城玄寅と名乗る。
寛永5年（1628年）、知行5000石。寛永14年（1637年）より起きた島原の乱の際に、藩船の運用について藩主忠英に進言したところ、江戸幕府3代将軍・徳川家光の上聞に達し賞賛された。乱の後、寛永15年（1638年）、5000石加増される。
寛永19年（1642年）、藩主忠英の四男・興龍（のちに隆矩）を養子とし、万治元年（1658年）には家督を譲って、京に隠棲して斉藤不白と号した。一方、承応3年（1654年）に実子・正長が近江大津上大門町の西坊家屋敷にて秘かに誕生する。寛文4年（1664年）、正長と対面し三尾氏を名乗らせている。
延宝2年（1674年）10月10日、京都で死去。享年68。法号は浄厳院殿不白玄雪大居士、葬は南禅寺塔頭慈氏院。導師は南禅寺当住光寺英中玄覚和尚。
なお、興龍の嫡男である龍之（のちに綱矩）が蜂須賀宗家を継いで徳島藩主になったことに伴い、興龍は池田家と離縁して公族（藩主一門）に戻ったため、玄寅の家系（蜂須賀山城家）は正長の子孫が継ぐことになった。
妻は近江三井寺山内円満院坊官の西坊胤清（にしのぼうたねきよ）法印の長女の亀（かめ）（宝永4年1月2日（1707年2月）死去、法号は芳林院殿真空妙心大姉、葬は近江錦織屋敷（信天舎・藤の堂）、後に大津新光寺へ移葬）。

## 系譜
池田恒利—池田信輝（恒興）—池田之助（元助）—池田由之
—池田玄寅＝池田興龍（鎮辰）＝正長—長亮—長甫＝長好＝長旨—長教＝長興＝昭訓—昌豊—登藤太郎……